# Ghiacciaio Ranvik
Il ghiacciaio Ranvik è un ampio ghiacciaio situato sulla costa di Ingrid Christensen, nella Terra della Principessa Elisabetta, in Antartide. Il ghiacciaio fluisce verso nord-ovest fino a entrare nella parte meridionale della baia di Ranvik, sulla costa sud-orientale della baia di Prydz.

## Storia
Il ghiacciaio Ranvik fu mappato da cartografi norvegesi grazie a fotografie aeree scattate durante la spedizione antartica comandata da Lars Christensen e svoltasi nel periodo 1936-37, e così battezzato in relazione all'omonima baia di Ranvik, a sua volta così chiamata in onore della tenuta di Christensen, situata sulla costa di una baia norvegese chiamata Ranvik.